# Marty Grosz

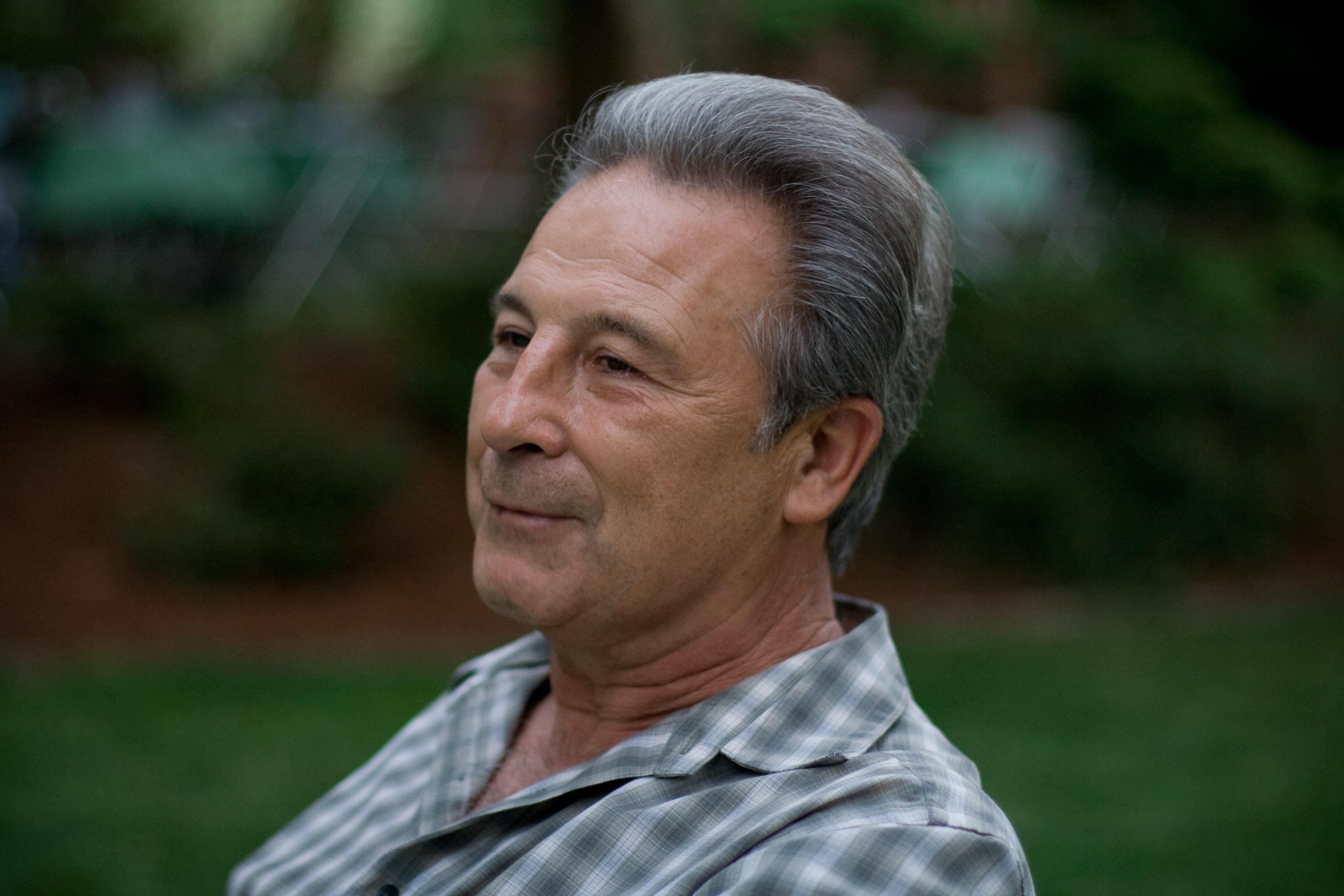
Marty Grosz, 2008

Marty Grosz, eigentlich Martin Oliver Grosz (* 28. Februar 1930 in Berlin) ist ein amerikanischer Musiker (Gitarre, Banjo, Gesang) des traditionellen und Mainstream Jazz.

## Leben und Wirken
Der aus einer musischen Familie stammende und in New York City aufgewachsene Grosz (sein Vater ist der Maler George Grosz, sein Bruder ist der Physiker und Luftfahrthistoriker Peter Michael Grosz) arbeitete zunächst als Rhythmusgitarrist. 1950/51 nahm er mit Dick Wellstood, John Dengler und Pops Foster auf. Von 1954 lebte er für zwanzig Jahre in Chicago, wo er mit Albert Ammons, Floyd O’Brien, Art Hodes und Jim Lannigan arbeitete. 1975 kehrte er nach New York zurück, wo er mit eigenen Gruppen und dem Soprano Summit von Bob Wilber und Kenny Davern arbeitete, für den er auch eine Reihe von Arrangements schrieb. Er war weiterhin an Projekten von Yank Lawson und Bob Haggart beteiligt und spielte mit Dick Hymans New York Jazz Repertory Orchestra.
1986 wurde er Mitglied des Classic Jazz Quartet, dem auch Dick Wellstood, Joe Muranyi und Dick Sudhalter angehörten und für das er auch arrangierte. Weiterhin arbeitete er mit Keith Ingham zusammen und verfolgte nach der Auflösung des Quartetts erfolgreich eine Solokarriere. Er spielte auch Konzerte mit Joe Pass, Herb Ellis und Charlie Byrd.
Grosz ist auch als Jazzjournalist tätig.

## Diskographische Hinweise
- Thanks (Jazzology Records, 1993)
- Donaldson Redux (Stomp Off, 1991, mit Keith Ingham)
- Unsaturated Fats (Stomp Off, 1990, mit Keith Ingham)
- Ring Dem Bells (1995/2021), mit Jon-Erik Kellso, Scott Robinson, Martin Litton, Greg Cohen, Chuck Riggs

## Enzyklopädische Einträge
- Ian Carr, Digby Fairweather, Brian Priestley: Rough Guide Jazz. Der ultimative Führer zur Jazzmusik. 1700 Künstler und Bands von den Anfängen bis heute. Metzler, Stuttgart/Weimar 1999, ISBN 3-476-01584-X.
- Martin Kunzler: Jazz-Lexikon. Band 1: A–L (= rororo-Sachbuch. Bd. 16512). 2. Auflage. Rowohlt, Reinbek bei Hamburg 2004, ISBN 3-499-16512-0.